# Санкт-Петербургский государственный университет гражданской авиации
Федеральное государственное бюджетное образовательное учреждение высшего образования «Санкт-Петербургский государственный университет гражданской авиации имени А. А. Новикова» (сокр. ГУГА или СПбГУГА, ранее ОЛАГА) — высшее учебное заведение гражданской авиации, находящееся в Санкт-Петербурге, Россия.
В СПБГУГА четыре факультета, филиалы и представительства:
- факультет лётной эксплуатации;
- факультет аэропортов, инженерно-технического обеспечения полётов;
- факультет транспортных систем и безопасности;
- факультет экономики, управления и права[1], а также филиалы и представительства:
- филиал СПбГУга (Бугурусланское летное училище ГА (колледж))[2]
- Выборгский филиал СПбГУГА (Выборгское авиационное техническое училище имени маршала Жаворонкова)[3]
- Красноярский филиал СПбГУГА (Красноярский авиационный технический колледж гражданской авиации)[4]
- Якутский филиал СПбГУГА (Якутское авиационное техническое училище гражданской авиации)[5]
- Хабаровский филиал СПбГУГА[6]
- Представительство СПБГУГА в городе Иркутск;
- Представительство СПБГУГА в городе Минеральные Воды.

## История
В 1930 году, в связи с индустриальным развитием Советского Союза был создан, на основе факультета воздушных сообщений ЛИИПС, Институт гражданской авиации, который размещался в здании по почтовому адресу: Литейный проспект, дом № 48, и до 1941 года он существовал как Ленинградский институт инженеров гражданского воздушного флота (ЛИИ ГВФ), затем реорганизованный в военный вуз (см. Военно-космическая академия имени А. Ф. Можайского).
В 1955 году постановлением Правительства Союза ССР в Ленинграде на базе Партшколы Политуправления ГВФ и Курсов усовершенствования высшего и старшего начальствующего состава (КУНС) ГВФ было основано Высшее авиационное училище ГВФ (ВАУ ГВФ). Училище начало работу по адресу Литейный проспект, д. 48 (где ранее размещались и Партшкола, и КУНС); с 1971 года располагается в микрорайоне Авиагородок.
В 1971 году за возросший уровень подготовки кадров присвоен статус академии с присвоением ордена Ленина и переименованием ВАУ ГВФ в ордена Ленина Академию гражданской авиации (ОЛАГА). 
В 2004 году академия переименована в университет с наименованием: Федеральное государственное образовательное учреждение высшего профессионального образования (ФГОУ ВПО) «Санкт-Петербургский государственный университет гражданской авиации» (СПбГУГА). После было добавлено слово «бюджетное»: «ФГБОУ ВПО». За период своей деятельности он подготовил более 30 тысяч руководителей и специалистов высшей квалификации для гражданской авиации нашей страны, других отраслей транспорта, сфер экономики и общественной жизни.
Около 5 тыс. выпускников стали руководителями авиапредприятий, авиакомпаний и аэропортов, свыше тысячи — руководителями подразделений и служб управления воздушным движением. Тысячи выпускников отмечены правительственными наградами и нагрудными знаками, более 200 удостоены почетных званий «Заслуженный пилот СССР», «Заслуженный штурман СССР», «Заслуженный работник транспорта», 29 выпускникам присвоено высокое звание Героя Советского Союза, Героя Социалистического Труда, Героя России.
Одним из руководителей академии (с 1980 года) был генерал-полковник авиации Ю. Г. Мамсуров (1918—2004). В 2009 г. приказом ректора Федерального государственного образовательного учреждения высшего профессионального образования «Санкт-Петербургский государственный университет гражданской авиации» от 20.03.2009 г. № 115/к в связи с реорганизацией Федерального государственного образовательного учреждения среднего профессионального образования «Санкт-Петербургское авиационно-транспортное училище гражданской авиации имени главного маршала авиации А.А. Новикова» присоединен к Федеральному государственному образовательному учреждению высшего профессионального образования «Санкт-Петербургский государственный университет гражданской авиации» в качестве структурного подразделения «Авиационно-транспортный колледж». В настоящее время колледж осуществляет обучение по 3 специальностям: управление движением воздушного транспорта (02.05); сервис на транспорте (по видам транспорта) 02.06); организация перевозок и управление на транспорте (по видам) 02.01).

### Музей гражданской авиации
Санкт-Петербург – колыбель отечественной авиации, крупный центр авиационного образования, науки, промышленности. При этом в городе нет государственного музея авиации, но есть музей в Санкт-Петербургском государственном университете гражданской авиации, доступный для всех посетителей. Это единственный в Петербурге и в отрасли совместный музей учебного заведения и производственных предприятий. Музей гражданской авиации является результатом объединения в стенах Академии гражданской авиации (ныне – Санкт-Петербургский государственный университет гражданской авиации, СПбГУ ГА) Музея истории Академии гражданской авиации и Музея истории Ленинградского управления гражданской авиации.
Музей истории Академии открыт в мае 1975 года в ознаменование 30-летия Победы в Великой Отечественной войне и в связи с 20-летием со дня организации Высшего авиационного училища гражданского воздушного флота – Академии гражданской авиации.

## Критика нарушений академической этики
По результатам исследования сетевого сообщества Диссернет в СПбГУГА обнаружены неоднократные (более 30) защиты диссертаций, в которых есть признаки нарушения академической этики (плагиат и тому подобное). Наибольшее число таких защит (26) связано с участием проф. А. Э. Болотина.